# Eugenio Gaggiotti
Eugenio Gaggiotti, detto Gegio (San Secondo Parmense, 16 gennaio 1924 – Brescia, 10 ottobre 1991), è stato un faccendiere italiano, noto alle cronache sportive per avere partecipato a diversi illeciti del calcio italiano, di cui è ritenuto il più grande corruttore della storia.
Il suo nome compare in molti scandali degli anni Cinquanta e Sessanta, dove prestò la sua mediazione per comprare le partite per conto dei dirigenti. Si vantava pubblicamente del suo operato: dichiarò di avere concluso 69 dei suoi affari, che definiva capolavori, tuttavia gli episodi scoperti furono molti di meno.
La sua abitudine consisteva nell'avvicinare i giocatori, spesso i portieri, tentando di corromperli con degli illeciti guadagni, a patto di favorire gli avversari, che sovente erano squadre in lotta per la salvezza. Tramite la sua rete di contatti con dirigenti e calciatori, lavorava anche da intermediario nel calciomercato.

## Biografia
Gaggiotti aveva due fratelli, entrambi calciatori, di cui uno professionista, Giuseppe. Viveva tra San Secondo Parmense, dove aveva una casa in campagna, e Brescia, dove risiedeva il padre, stimato professore di agraria che insegnava all'istituto Giuseppe Pastori. Fu esentato dal servizio militare perché schizofrenico.
Mario Rigamonti, bresciano, è stato amico e idolo di Gaggiotti, con cui condivideva le passioni per la motocicletta e per il calcio. Accompagnò Rigamonti in molte trasferte della Nazionale e del Torino. Dopo la morte di Rigamonti, nella tragedia di Superga, Gaggiotti soffrì per un anno e poi cominciò a trafficare la compravendita di giocatori e successivamente iniziò a trattare le partite, cercando di corrompere i giocatori di una squadra a favorire gli avversari. Diceva di voler continuare le sue azioni di disturbo al calcio italiano finché non avrebbe ricevuto un incarico ufficiale, possibilmente da commissario tecnico della Nazionale, ruolo che gli sarebbe piaciuto ricoprire e per il quale si riteneva la persona giusta.
Da metà degli anni Sessanta si dedicò anche all'attività di talent scout, in cerca di giovani promesse nelle zone di Brescia e Bergamo. Tra la fine degli anni Sessanta e gli inizi dei Settanta Gaggiotti venne emarginato dal calcio italiano, trovando solo piccoli spazi nelle attività di mercato, fino ad essere dimenticato da tutti, rimanendo solo un ricordo.

## Gli episodi di corruzione
Gaggiotti, il più grande corruttore della storia del calcio italiano, operò negli anni Cinquanta e Sessanta,  periodo caratterizzato da tante scorrettezze, combine, giocatori venduti, partite comprate e arbitri disonesti: un sistema bacato che non faceva capo ad un unico grande disegno (a differenza di quanto avvenne negli scandali del Totonero o di Calciopoli) e che non rispondeva a nessun personaggio potente, ma che era ricco di episodi elementari (alle volte maldestri) e frammentati e di personaggi che si infiltravano facilmente. Con l'aumentare dei casi e dei corruttori, il mediatore cercava di intensificare la sua attività, dovendo fare i conti con la concorrenza: nell'estate del 1955 — in pieno scandalo Panciroli e De Cunzio — informò, tramite lettera, alcuni presidenti di A, B e C affinché approfittassero, in caso di necessità, delle sue riservatissime prestazioni; nei suoi scritti, portati a conoscenza della Commissione di Controllo, Eugenio Gaggiotti specificava anche le partite di particolare interesse per i presidenti delle società cui si rivolse, assicurando loro che garantiva il risultato voluto.
(Eugenio Gaggiotti, intervistato da Indro Montanelli)

### Catanzaro-Reggina (Serie C, 2 dicembre 1951)
Il primo episodio in cui fu coinvolto Gaggiotti, di cui si hanno notizie, è il fallito tentativo di corruzione del portiere Luigi Ziletti del Catanzaro per l'incontro del girone D di Serie C Catanzaro-Reggina (1-0) del 2 dicembre 1951. Ziletti, seguendo le istruzioni dei suoi dirigenti, finse di aderire alla proposta di Gaggiotti, che gli consegnò 15 banconote da 10.000 lire. Dalle indagini si scoprì che Gaggiotti era in ottimi rapporti con diversi dirigenti della Reggina, i quali lo avevano ospitato per l'intera settimana antecedente la partita; tra questi, fu Lorenzo Labate a consegnargli una somma per la sua collaborazione e per questo fu punito con l'inibizione a vita dalla FIGC, che altresì retrocesse la Reggina all'ultimo posto in classifica, a decorrere dal 27 dicembre 1951.

### Padova-Catania (Serie B, 24 maggio 1953)
Il 17 maggio 1953 Eugenio Gaggiotti avvicinò l'allenatore del Catania Fioravante Baldi, dichiarandogli di essere in grado di ottenere, dietro compenso in denaro, la complicità di uno o più giocatori del Padova allo scopo di favorire la vittoria dei siciliani nell'incontro Padova-Catania del 24 maggio seguente, valevole per la 16ª giornata di ritorno della Serie B 1952-1953. Il Catania denunciò immediatamente l'episodio alla Lega. Nei giorni seguenti Gaggiotti, accordandosi telefonicamente, ottenne da Baldi - che agiva secondo le istruzioni ricevute della Lega Nazionale - un appuntamento a Padova per il 23 maggio. Così all'appuntamento Baldi si presentò in compagnia di un emissario della Lega qualificatosi come dirigente catanese, mentre con Gaggiotti era presente Bruno Ruzza, calciatore del Treviso, nato e residente a Padova, il quale disse di avere già preso contatto con un giocatore biancoscudato al fine di favorire la vittoria del Catania. L'emissario mise al corrente il presidente del Padova.
Successivamente, durante gli interrogatori Ruzza cercò goffamente di scagionarsi, asserendo di non essersi prestato per lucro personale, bensì di avere finto di aderire all'iniziativa di Gaggiotti con l'intento di giovare al Padova ed evitando così che altre persone potessero essere coinvolte. Tuttavia, la tesi risultò inattendibile per alcune contraddizioni.
Esclusa qualsiasi responsabilità da parte di calciatori del Padova, ad inizio di giugno la Lega emise la sentenza, comminando a Ruzza una squalifica per tre anni e deferendo Gaggiotti, il quale nel corso di una precedente inchiesta era risultato responsabile di altro tentativo di corruzione.

### Pro Patria-Udinese (Serie A, 31 maggio 1953)
Gaggiotti cominciò ad operare in Serie A, facendo apparire il suo nome tra quelli dello scandalo che portò l'Udinese in Serie B nel 1955, quando Rinaldo Settembrino confessò la combine.

### Fanfulla-Alessandria (Serie B, 6 dicembre 1953)
Nel dicembre 1953 Gaggiotti commise un altro illecito sportivo in Serie B: ancora una volta avvicinò un portiere, Emanuele Dalla Fontana, in forza all'Alessandria, che doveva giocare contro il Fanfulla. Come Ziletti, Dalla Fontana simulò di essere interessato alle 350.000 lire che Gaggiotti gli aveva proposto per far vincere la squadra lodigiana. Beccato in flagrante, Gaggiotti ne uscì ancora indenne; mentre a farne le spese furono il Fanfulla, che ebbe una penalizzazione di cinque punti nello stesso campionato, e i suoi massimi dirigenti, che furono interdetti.

### Brescia-Palermo (Serie B, 17 ottobre 1954)
Il 17 ottobre 1954 si disputò il 5º turno di Serie B Brescia-Palermo (0-0). Il Brescia denunciò un nuovo episodio di tentata corruzione ad opera di Gaggiotti, il quale si mosse di sua spontanea volontà, deciso ad aiutare i siciliani: il mediano delle rondinelle Giovanni Mangini, sabato sera verso le 22, mentre stava rincasando venne fermato dall'oramai famoso personaggio che gli chiese: «Ti piacerebbe una Fiat 1100 fiammante?». «Certamente» rispose il giocatore. «Domani te la puoi guadagnare» gli spiegò Gaggiotti, senza però riuscire a convincerlo. L'offerta prevedeva, in alternativa all'automobile, un milione di lire per favorire i rosanero, che, avendo perso tre partite su quattro, avevano iniziato male la stagione. Venne predisposto, prima della partita uno speciale servizio di vigilanza per sorprendere Gaggiotti, ma questi non si fece vedere allo stadio.

### Padova-Legnano (Serie B, 12 giugno 1955)
Qualche giorno prima dell'ultimo turno del campionato di Serie B 1954-1955 Padova-Legnano (3-0), scontro diretto in cui era in palio la promozione in Serie A, Eugenio Gaggiotti, in compagnia del calciatore del Legnano Alvaro Zian, fece visita a Bergamo al portiere patavino Giuseppe Casari, appoggiando la proposta di Zian, il quale avrebbe favorito i veneti per la somma di cinque milioni di lire. Mentre le squadre stavano apprestandosi ad iniziare la partita il difensore padovano Corrado Zorzin, con il consenso dell'allenatore Nereo Rocco, avvisò Zian che l'affare era fatto. Nel 1957, quando scoppiò il caso, dopo diversi interrogatori e menzogne, si arrivò alla sentenza che portò alla radiazione di Zian e alla squalifica di Zorzin. Squalifiche di entità minore furono inflitte anche a Nereo Rocco, al collaboratore Germano Mian, al calciatore Gastone Zanon e al segretario Armando Gobbo, mentre il Padova, come società, fu assolta.

### Piombino-Piacenza (Serie C, 29 aprile 1956)
Pochi giorni prima dell'incontro di Serie C Piombino-Piacenza (1-2) del 29 aprile 1956, con entrambe le squadre impegnate nella lotta salvezza, il portiere dei livornesi Aldo Barocelli denunciò un tentativo di corruzione da parte di un tale Alberto Maccaferri, il quale gli propose un milione di lire per favorire la vittoria degli emiliani. Durante le indagini furono scoperti i contatti tra il Piacenza e Maccaferri, quest'ultimo amico e concittadino di Eugenio Gaggiotti, anch'egli frequentatore degli ambienti piacentini, in quanto il fratello Giuseppe faceva parte della squadre in quella stagione. La sentenza deliberò la retrocessione all'ultimo posto in classifica del Piacenza, l'inibizione per due anni all'ex presidente Albonetti, la squalifica per tre mesi dell'ex calciatore Alvaro Zian e l'inibizione permanente a Maccaferri.

### Prato-Catania (Serie B, 13 ottobre 1957)
Venerdì 11 ottobre 1957, due giorni prima della partita Prato-Catania (1-0), valevole per il quinto turno della Serie B, Gaggiotti avvicinò il centromediano Giuseppe Catalani, in forza ai toscani, invintandolo a pattuire con lui un illecito sportivo allo scopo di favorire i siciliani. Il giocatore del Prato avvisò subito dell'episodio i suoi dirigenti, venne quindi informata la Commissione di Controllo, che incaricò l'avvocato Cesare Bianco di compiere i dovuti accertamenti sul posto. L'onestà di Catalani e il pronto intervento della Commissione sventarono sul nascere l'iniziativa del noto individuo, già messo al bando dagli organi federali. Il Catania risultò estraneo e non vi furono provvedimenti.

### Padova-Atalanta (Serie A, 30 marzo 1958)
Alcuni giorni prima della partita Padova-Atalanta, 26º turno della Serie A 1957-1958, Gaggiotti si ritrovò a Brescia con l'ex portiere Giuseppe Casari (che durante la sua carriera aveva giocato con entrambe le squadre), per concordare con Renato Azzini, mediano dei veneti, una vittoria dell'Atalanta, coinvolta nella lotta per non retrocedere. La partita, terminata 0-3, destò molto stupore, anche per alcuni errori dello stesso Azzini che favorirono i nerazzurri. Al processo furono determinanti due testimoni: la ex fidanzata di Azzini e un benzinaio, il cui distributore era situato di fronte alla casa di quest'ultima, luogo ove fu pattuito l'illecito. Nonostante le prove che entrambi i testi furono pagati per le loro dichiarazioni, ad Azzini fu comminata la squalifica a vita (poi ridotta a due anni) e l'Atalanta fu retrocessa all'ultimo posto dello stesso campionato.

### Brescia-Parma (Serie B, 4 gennaio 1959)
Venerdì 2 gennaio 1959 Gaggiotti tentò di corrompere Ivo Cocconi, capitano del Parma, per la partita di Serie B Brescia-Parma in programma due giorni dopo. Si presentò nel forno di proprietà dello stesso Cocconi, nel centro della città, per fare alcuni acquisti e per proporgli, prima di uscire, 300.000 lire per favorire gli avversari. Cocconi, vecchio amico di Gaggiotti, non prese in considerazione le parole di Gaggiotti, pensando che stesse scherzando. Tuttavia, domenica l'incontro terminò 2-0 per il Brescia con un'autorete di Cocconi; così il giorno seguente Gaggiotti, saputo dell'infortunio del difensore e credendo che la sua offerta fosse stata accettata, fece nuovamente visita al negozio per consegnargli il denaro, in pezzi da diecimila lire. Ma Cocconi questa volta non considerò Gaggiotti come un cliente disposto a motteggiare, ma si rese conto della gravità del fatto, allontanando l'ospite e avvisando il suo presidente.
La Commissione di Controllo incaricò l'avvocato Zoli di occuparsi dell'inchiesta, il quale arrivò a Parma, qualche giorno dopo, per interrogare Cocconi, il portiere Carlo Mezzi, il mediano Giacchetti e il difensore Claudio Darni. Secondo le dichiarazioni di Cocconi, Gaggiotti avrebbe ricevuto la somma dall'autista di un dirigente del Brescia, mentre il diretto interessato disse di essere andato a Parma solamente per salutare un amico, portargli dei salumi ed invitarlo ad una battuta di caccia. La vicenda non ebbe nessuna rilevanza.

### Fanfulla-Varese (Serie C, 28 aprile 1963)
Dopo qualche anno di assenza il corruttore fece nuovamente parlare di sé, quando nell'aprile 1963 avvicinò il capitano del Fanfulla, Ravani, avanzandogli la proposta di 50.000 lire affinché i lodigiani si impegnassero a battere il Varese, contro cui dovevano giocare l'imminente gara valida per il girone A di Serie C. Anche questo fatto non ebbe seguito.

### Arezzo-Genoa (Serie B, 5 febbraio 1967) e Verona-Arezzo (Serie B, 12 febbraio 1967)
Il 31 gennaio 1967 Gaggiotti fece registrare il suo ultimo tentativo di corruzione, allorché avvicinò il portiere dell'Arezzo Italo Ghizzardi, notificandogli che se avesse fatto vincere il Genoa (contro cui i toscani dovevano giocare il 5 febbraio) gli sarebbero stati consegnati due milioni di lire. Un'altra proposta, la cui somma rimase imprecisata, riguardava la partita successiva Verona-Arezzo, dove il portiere avrebbe dovuto comportarsi alla stessa maniera.
Le partite si svolsero regolarmente (Arezzo-Genoa 2-1 e Arezzo-Verona 1-1) anche per l'onestà del calciatore, che denunciò immediatamente l'accaduto ai suoi dirigenti. Gaggiotti ammise la sua azione ad un funzionario della FIGC, asserendo che se le gare fossero terminate come da sua volontà avrebbe consegnato i soldi alla madre del portiere, a Verona. A poche settimane di distanza, il faccendiere, intervistato, disse di considerare questo episodio uno scherzo di carnevale.  L'inchiesta escluse responsabilità oggettive da parte del Genoa e del Verona e fu archiviata.

## Altre attività
Mentre era alla ricerca di squadre bisognose di punti e di calciatori da corrompere, Gaggiotti compiva mediazioni di calciomercato, anche importanti, grazie alle sue conoscenze, come fece nell'estate del 1954, quando portò a Napoli il centromediano Odoardo Pizzi, l'attaccante Celso Posio e il terzino Remo Bertoni. Il Napoli rischiò per questa triplice operazione, in quanto era diffidata (come tutte le società) dall'avere qualsiasi rapporto con Gaggiotti, il quale aveva fatto il viaggio dalla Lombardia alla Campania con i tre atleti, fermandosi nella città partenopea come ospite della società per 15 giorni, il tempo di sistemare adeguatamente i suoi assistiti.

### Riviste
- Paolo Facchinetti, Gegio il Nobel dei corruttori, in Guerin Sportivo, 1999.
- Carlo Felice Chiesa, L'ultimo volo degli invincibili, in Calcio 2000, settembre 2002.

### Scandali principali
- Scandali del girone D di Serie C
- Confessione di Settembrino
- Caso Gaggiotti
- Caso Padova (1957)
- Caso Piacenza
- Caso Azzini

### Persone coinvolte
- Renato Azzini
- Fioravante Baldi
- Aldo Barocelli
- Giuseppe Casari
- Giuseppe Catalani
- Ivo Cocconi
- Emanuele Dalla Fontana
- Giuseppe Gaggiotti
- Italo Ghizzardi
- Giovanni Mangini
- Alberto Rognoni
- Bruno Ruzza
- Alvaro Zian
- Corrado Zorzin